# 梁寶珠
梁寶珠（1948年—），祖籍廣東南海，出生於廣州，香港粵劇演員，香港電影演員，活躍於1950年代後期至1960年代。粵劇名伶梁醒波的女兒之一。

## 生平
梁寶珠年幼時只讀了四年書，便專心學習戲曲。
1957年，梁寶珠與陳寶珠、陳好逑、父親梁醒波和陳非儂組成「孖寶劇團」，演出粵劇。與陳寶珠、陳好逑一樣，曾隨粉菊花學習京劇及北派武打技藝。
亦為電影童星，作品有《苦女江海燕》、《我們的子女》等。成年後曾參演《娘惹之戀》。
後來曾與文武生任劍聲搭擋演出粵劇，常到東南亞登台。

## 家庭
梁寶珠的父親梁醒波是成長於新加坡的粵劇名伶，後留在香港發展。她在七兄弟姊妹中排行第四，其兩名姊姊乃無綫電視女藝員梁葆貞及電影演員文蘭，她亦有一兄長為醫生。
21歲移居美國並結婚。26歲離婚，仍居於美國。1970年代末起因父親病重，多次返港探望。1981年父親病逝後，因怕觸景傷情，有七年未有回港。2003年回香港長居照顧母親顧文娟 。

## 外部連結
- 梁寶珠在香港影庫上的簡介
- 梁寶珠在互联网电影资料库（IMDb）上的資料（英文）